# Couronnes dans l'Égypte antique

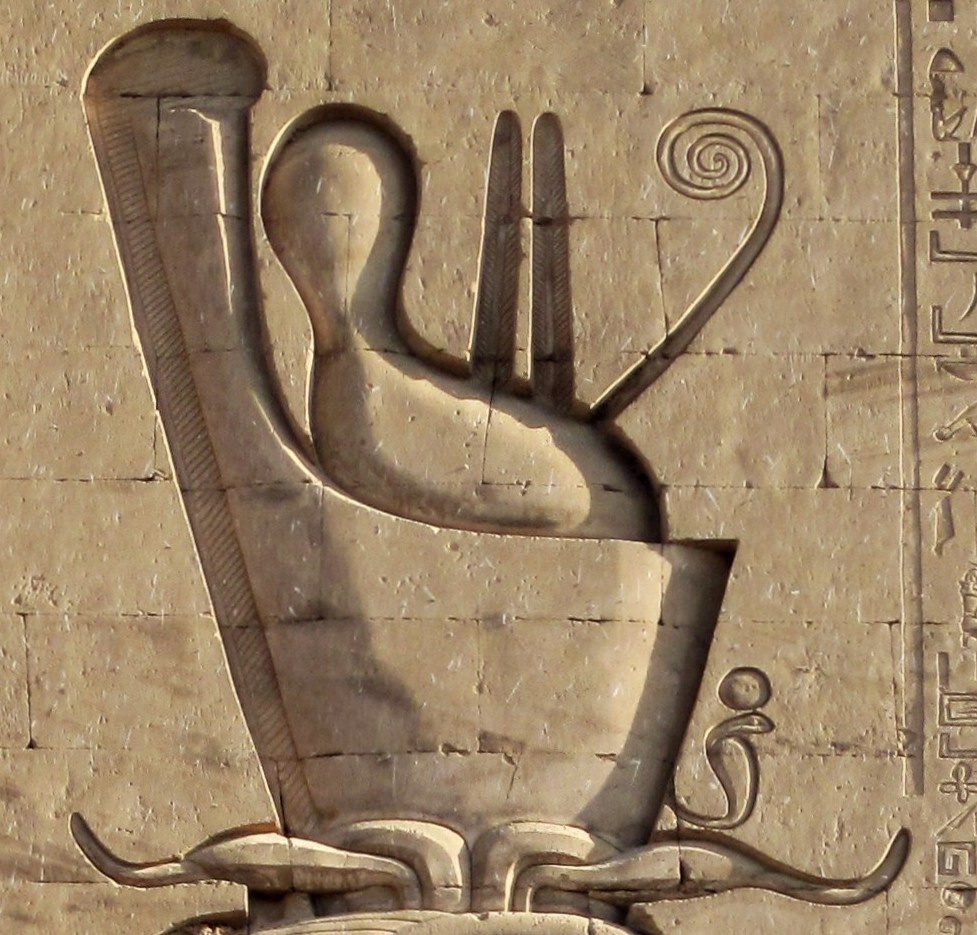
Relief du pylône du temple d'Edfou, Egypte.

Les couronnes dans l'Égypte antique sont des attributs du pharaon, mais aussi des dieux. La plupart n'étaient portées par le pharaon que lors de cérémonies, la frontière entre les couronnes royales et divines n'étant pas imperméable. Sur le devant de celles-ci se dresse souvent l'uræus.

## Couronnes

### Pschent
C'est la double couronne symbolisant l'union des Deux-Terres. Elle est formée de l'Hedjet et du Decheret emboîtés l'un dans l'autre.

Le Pschent
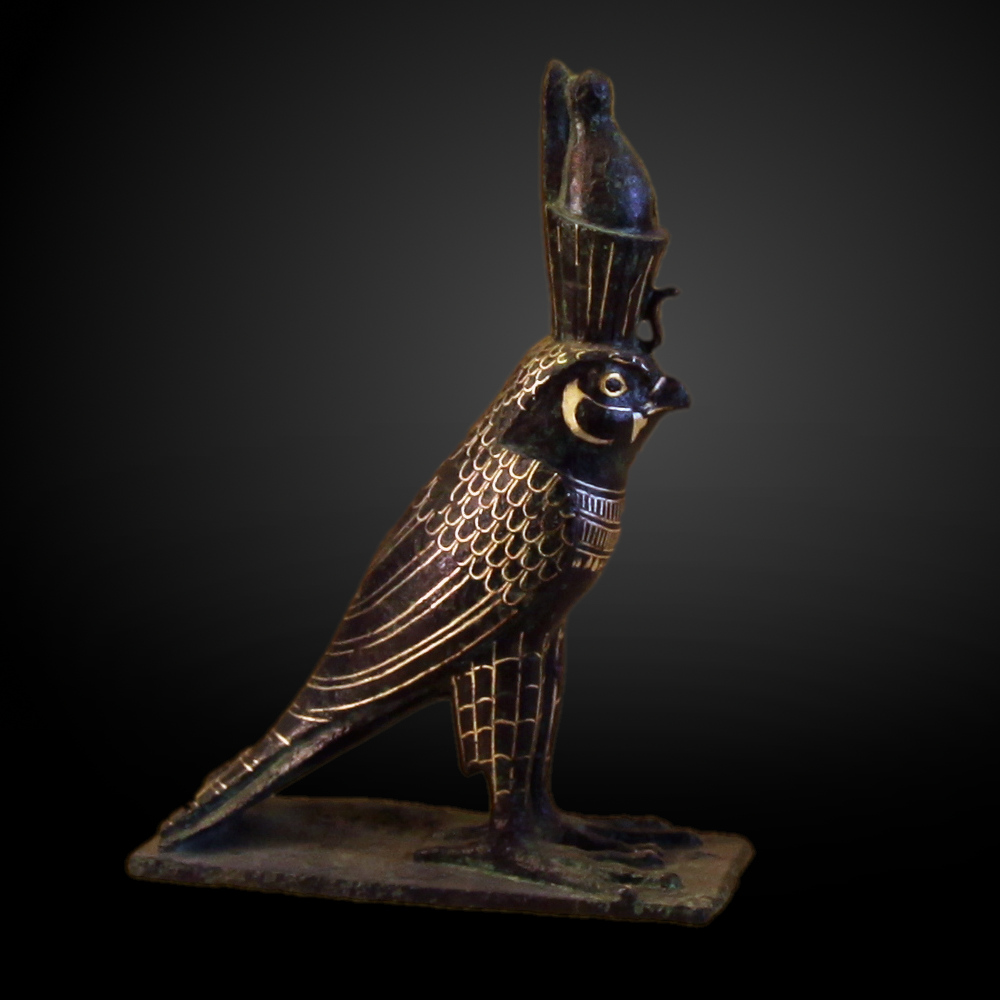
Horus portant le Pschent (musée du Louvre)
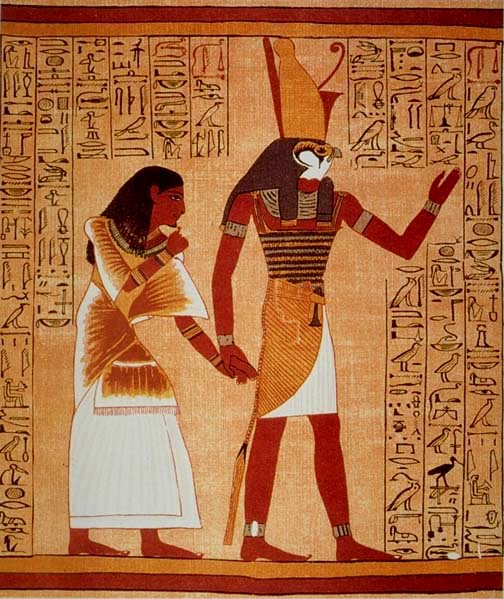
Horus portant le Pschent (papyrus d'Ani)
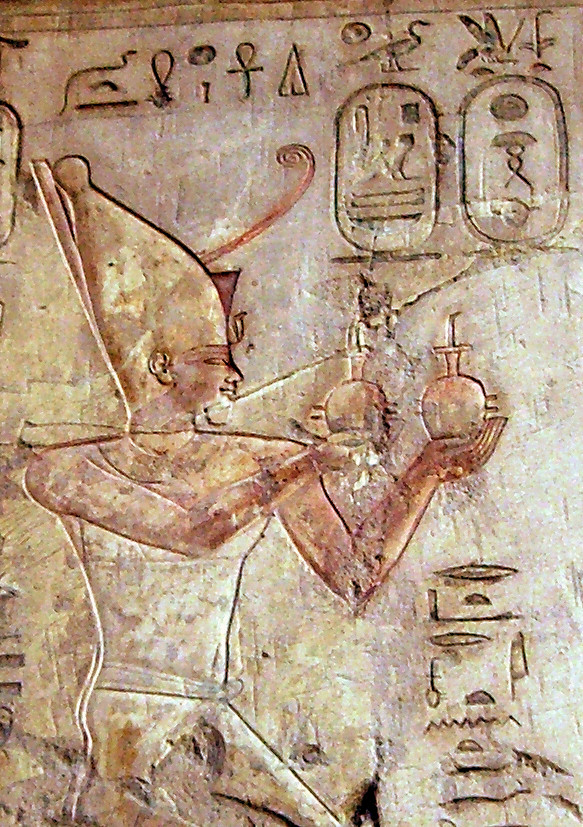
Psammétique Ier portant le Pschent

#### Hedjet
L'Hedjet est une couronne blanche en forme de mitre originaire de Haute-Égypte.

L'Hedjet
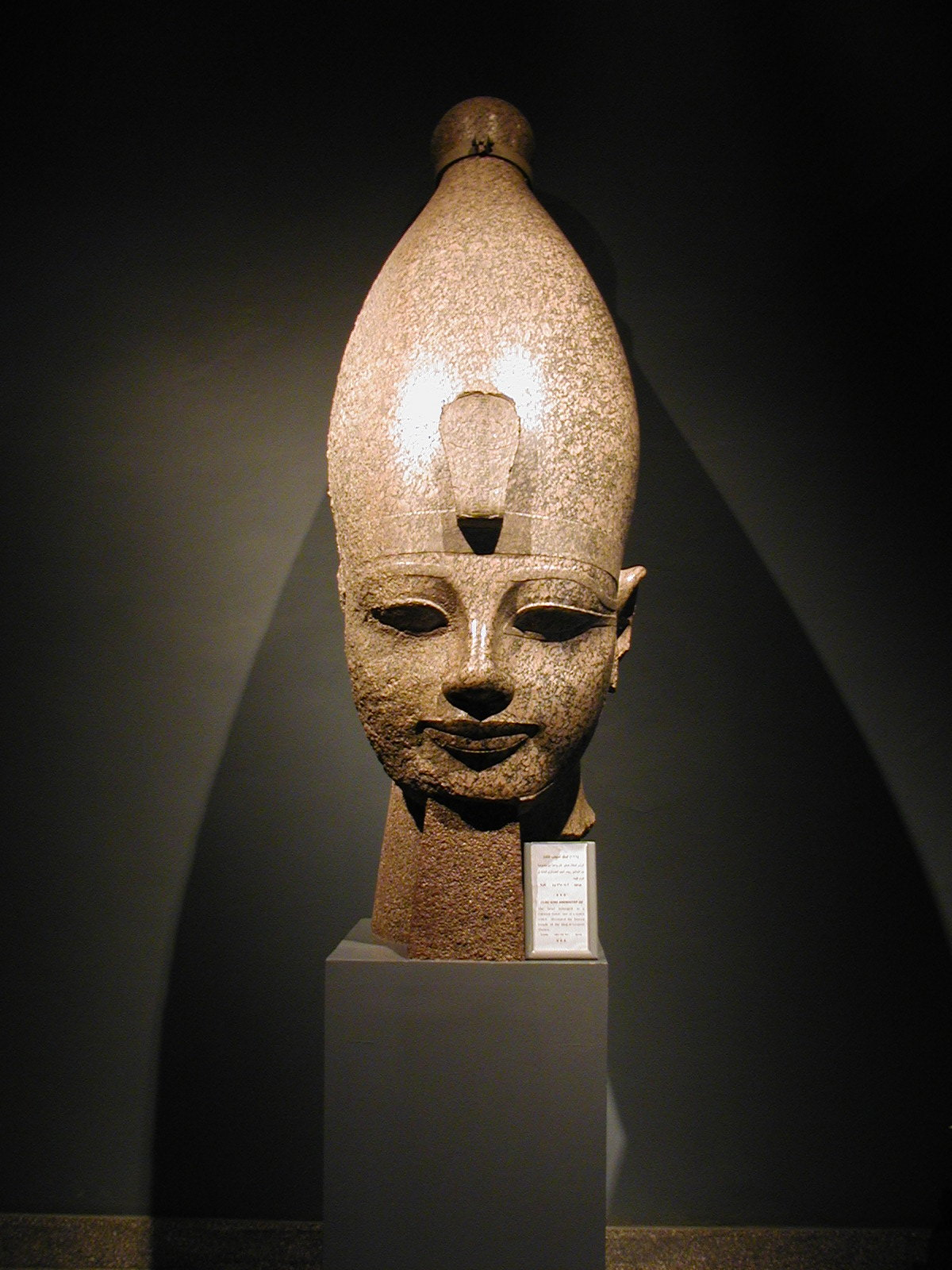
Amenhotep III portant l'Hedjet (musée de Louxor)
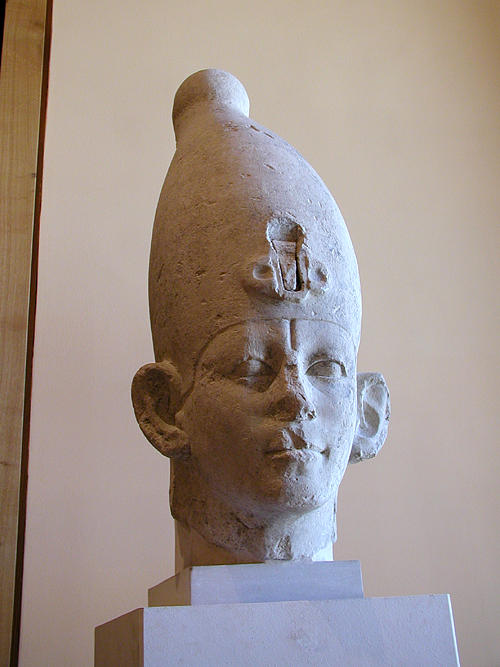
Sésostris III portant l'Hedjet

#### Decheret
Le Decheret est une couronne rouge à fond relevée originaire de Basse-Égypte.

Le Decheret
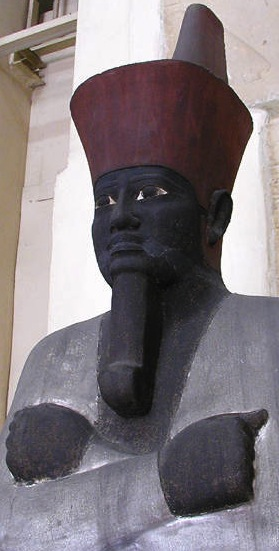
Montouhotep II portant le Decheret
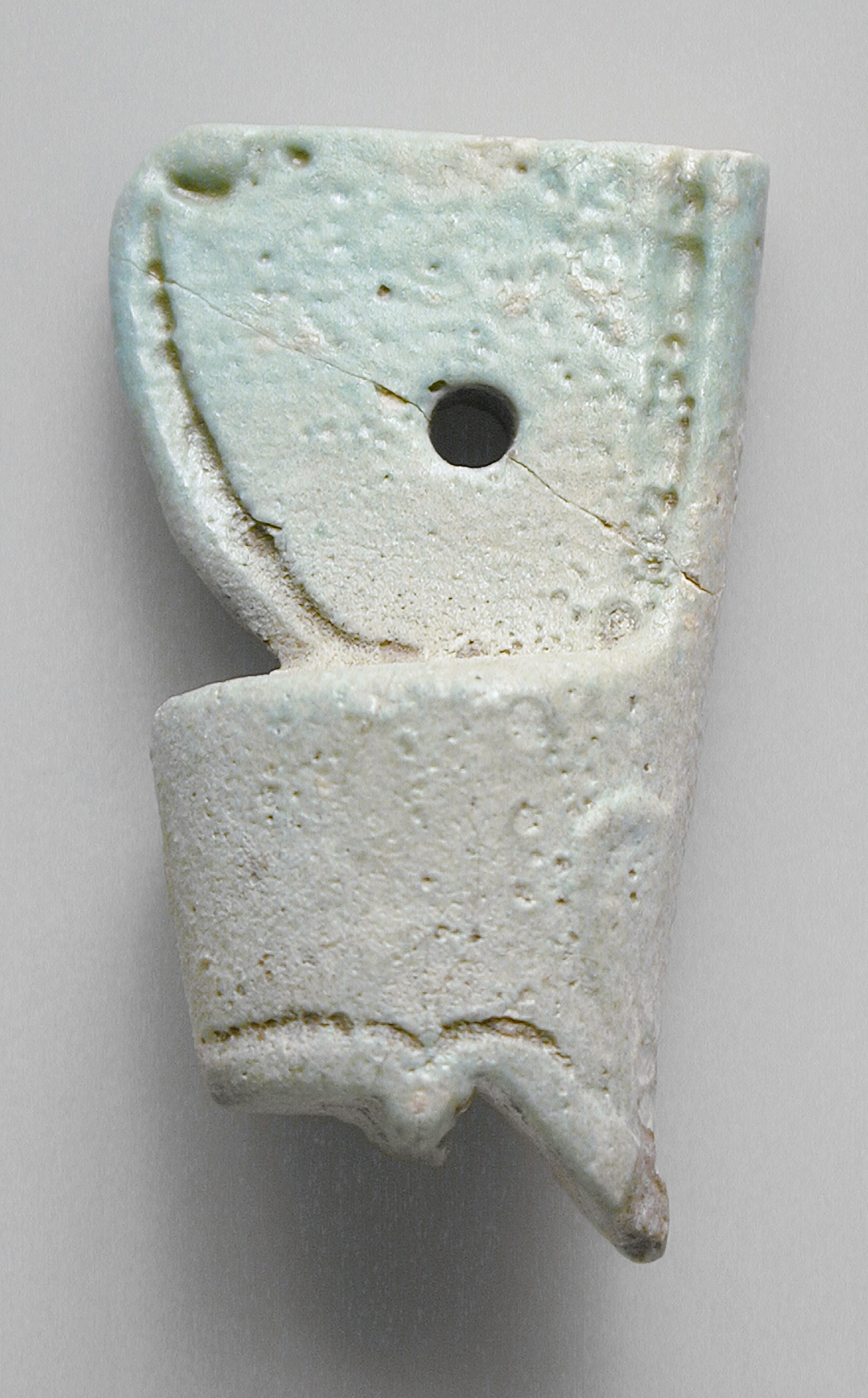
Amulette figurant le Decheret
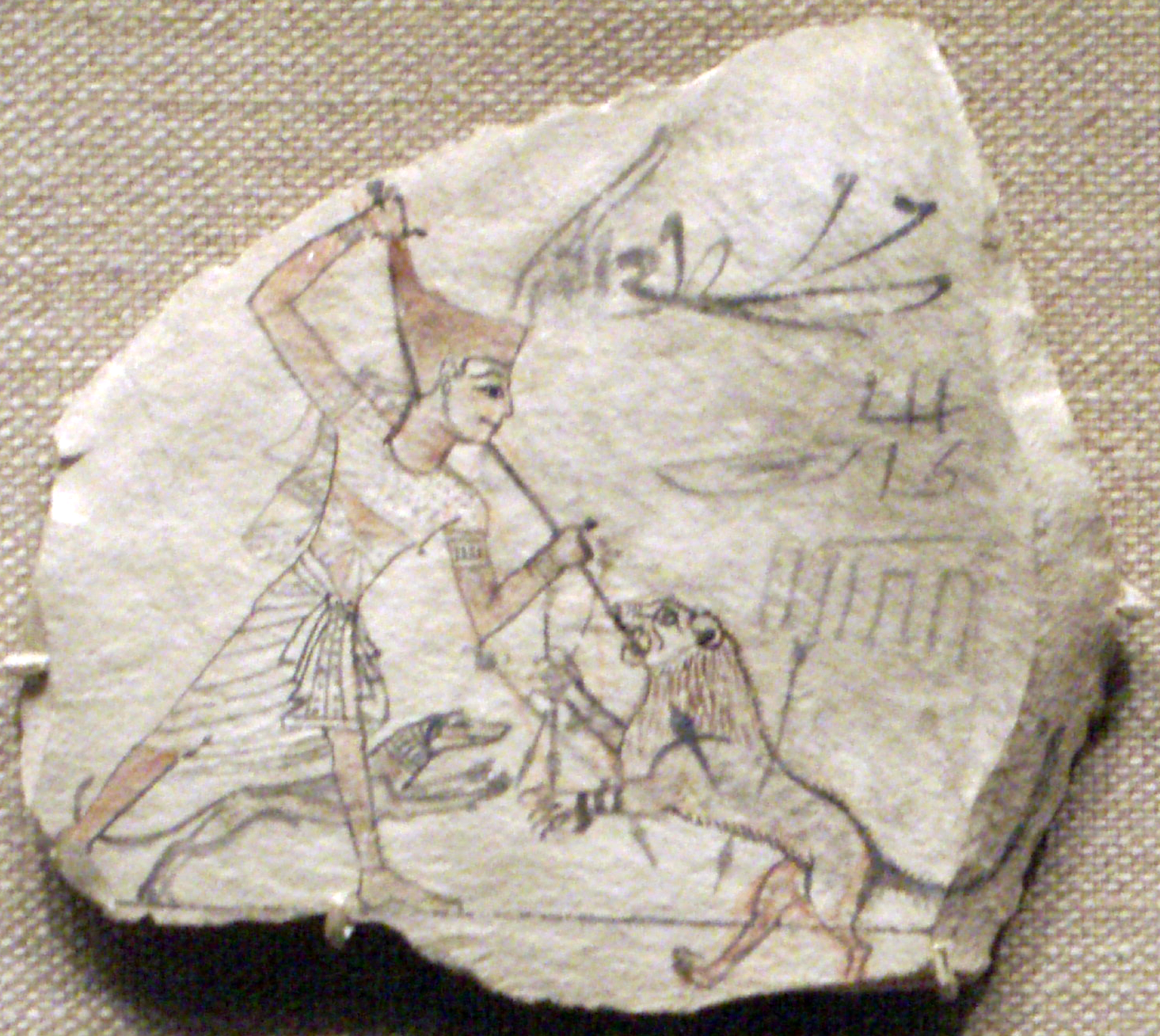
Ostracon ramesside figurant un pharaon coiffé du Decheret

### Khépresh
Le Khépresh est une couronne de victoire bleue en forme de bulbe. Elle symbolise le triomphe.

Le Khépresh
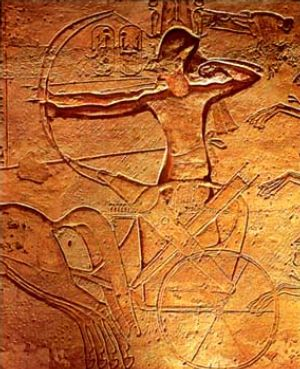
Ramsès II portant le Khépresh (relief d'Abou Simbel)
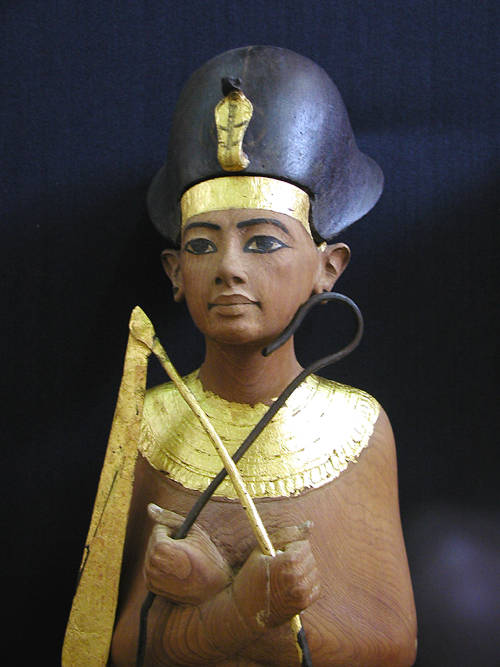
Ouchebtis de Toutânkhamon portant le Khépresh
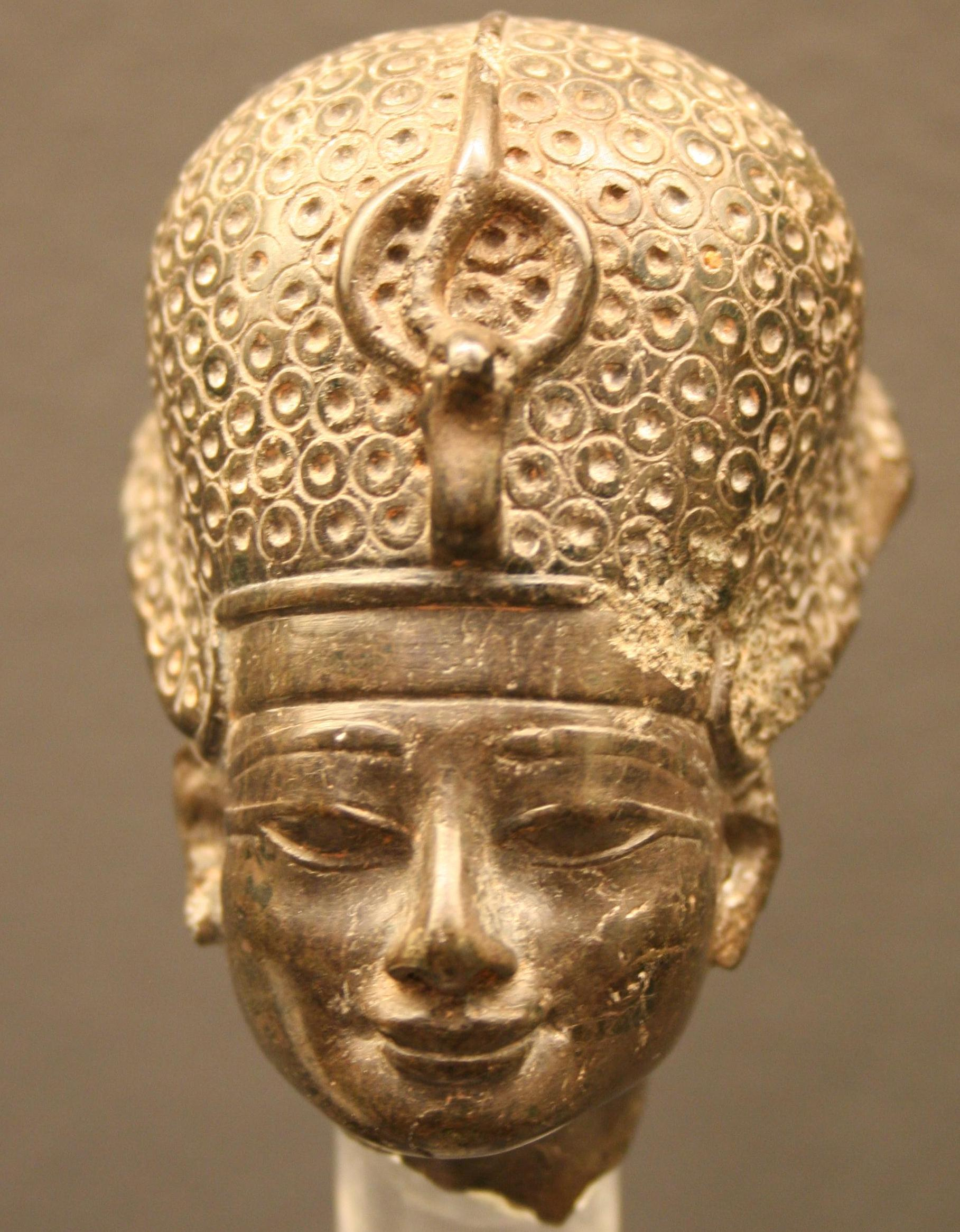
Thoutmôsis IV portant le Khépresh

### Atef
C'est l'attribut du dieu Héryshef, porté parfois par Osiris, de même que par le pharaon lors de certains rituels. Elle est formée d'une mitre à rayures verticales surmonté d'un soleil, de deux plumes d'autruches posées symétriquement de chaque côté le tout sur deux cornes horizontal.

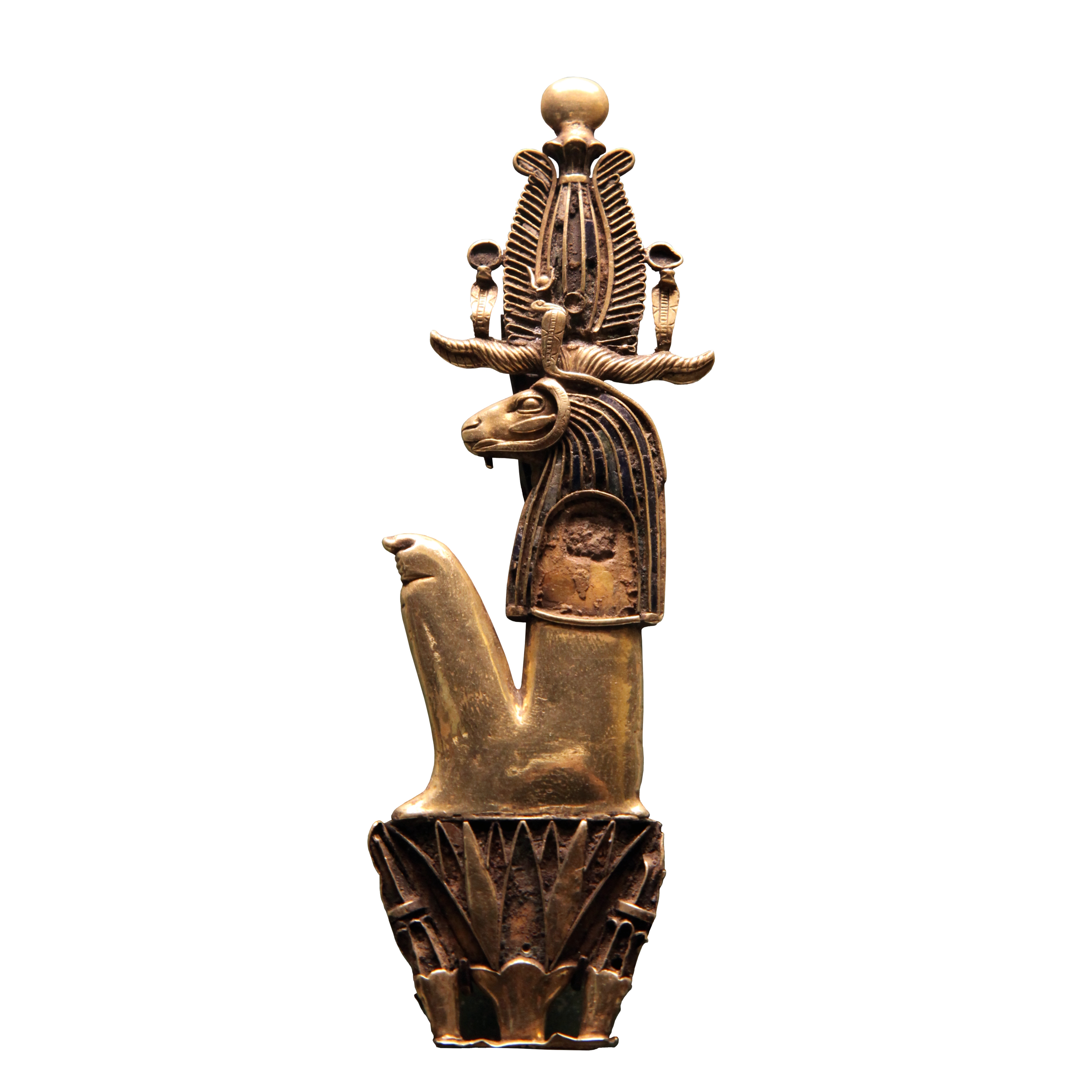
Harsaphes (Héryshef) portant l'Atef.
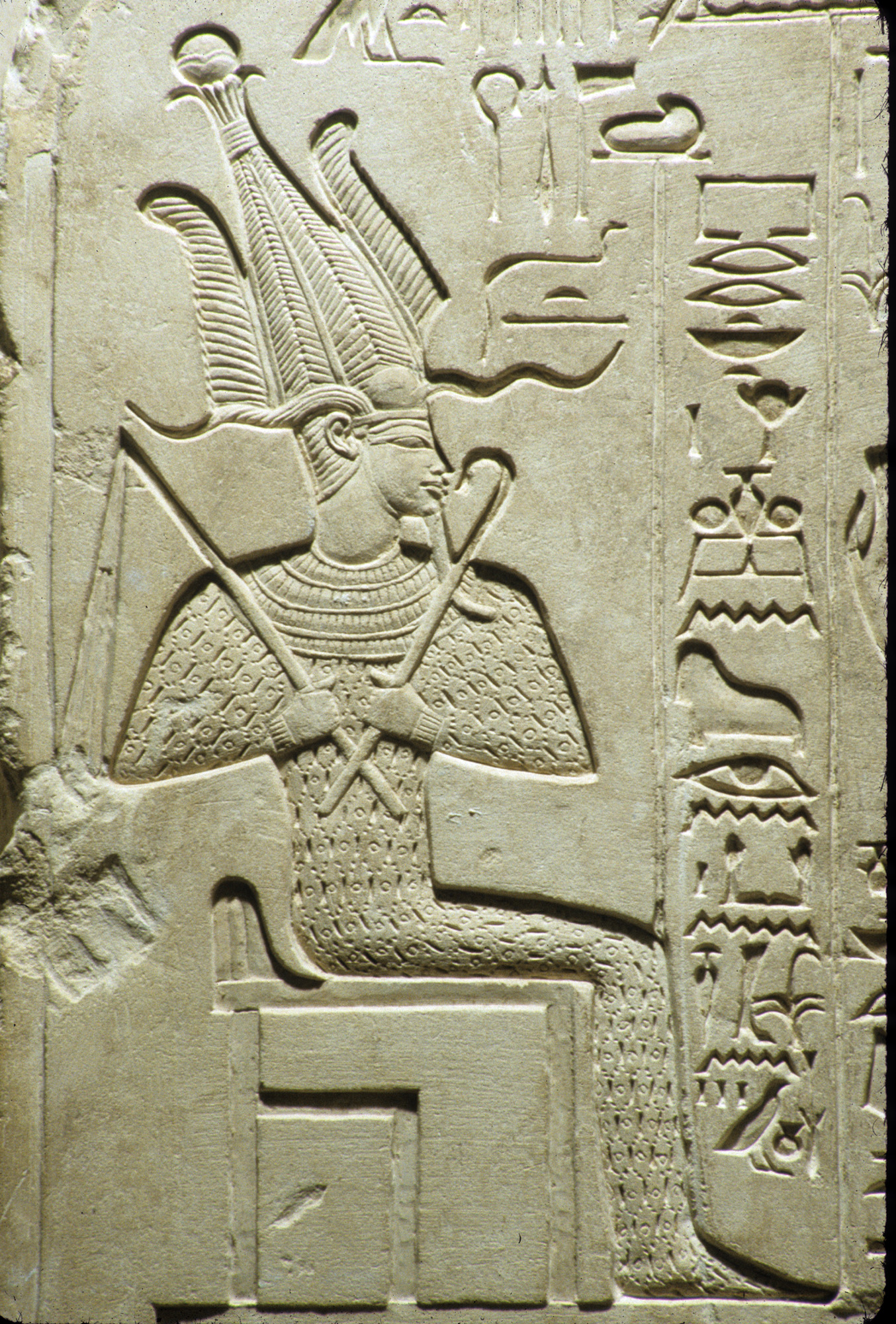
Osiris portant l'Atef.
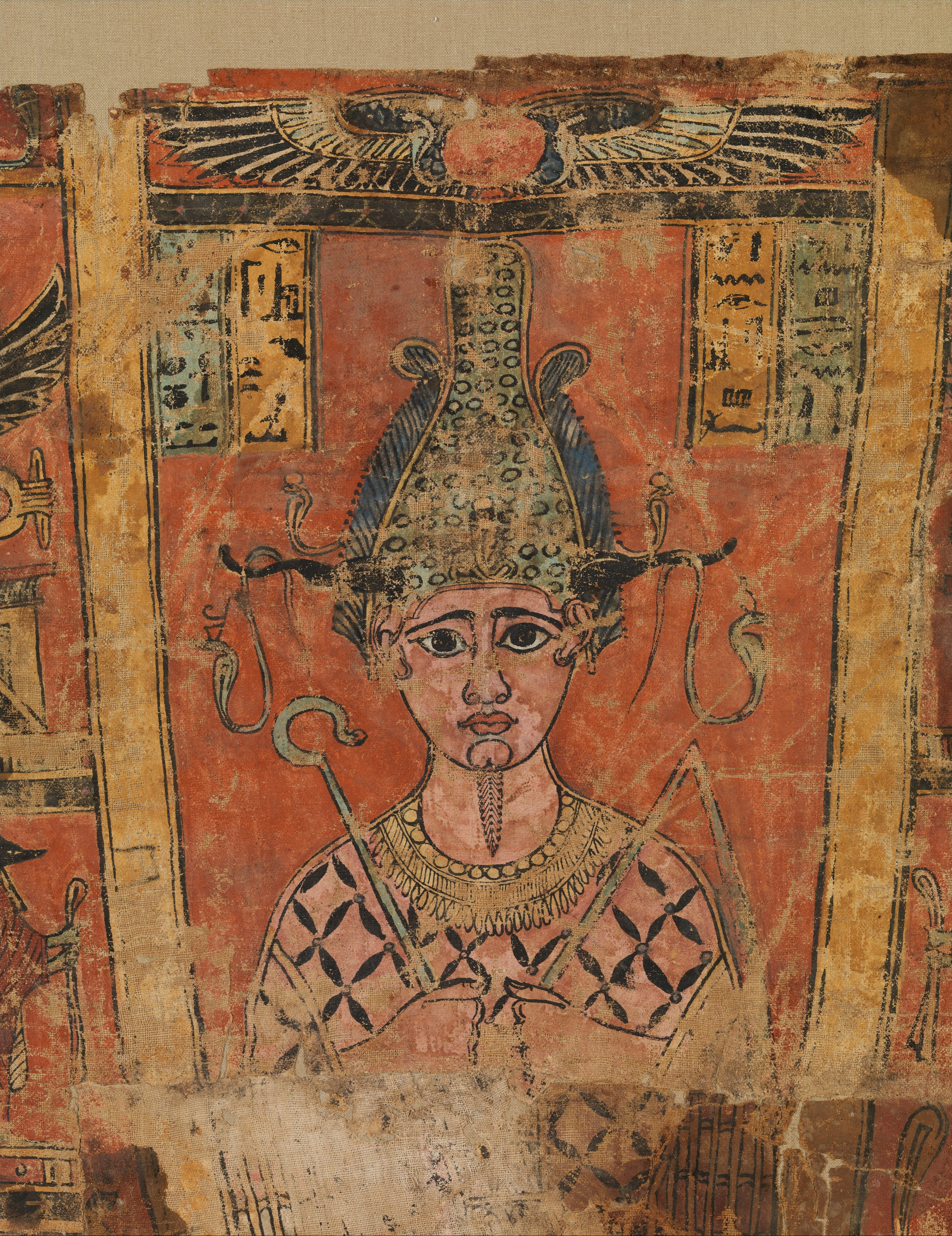
Osiris.
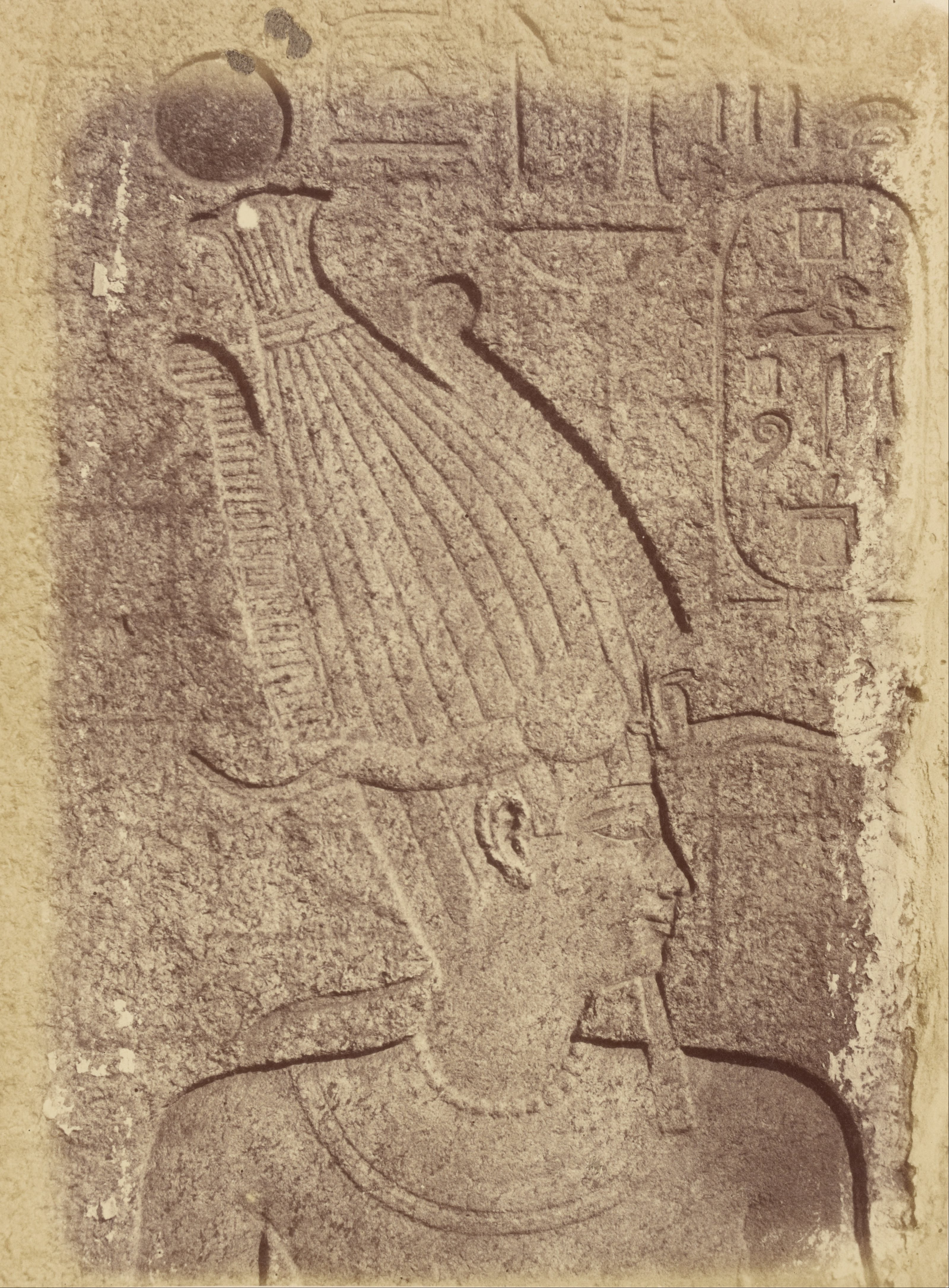
Bas relief du Pharaon Philipe III portant l'Atef, Karnak, Théodule Devéria.

### Ourerèt
C'est une couronne composé d'une mitre blanche semblable à la couronne Hedjet, symbole de la Haute-Égypte et de deux plumes d’autruche posées symétriquement de part et d’autre de la mitre.

C’est l’attribut traditionnellement réservé à Osiris.

L'Ourerèt
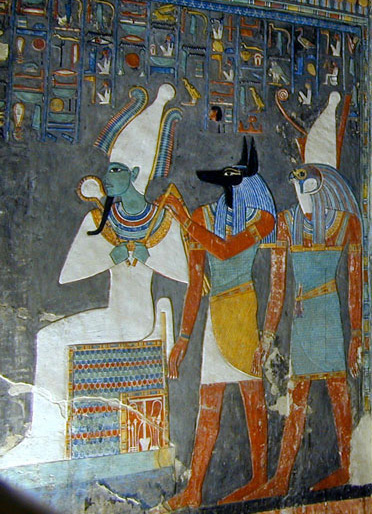
Osiris portant l'Ourerèt (tombe d'Horemheb)

### Hemhem
Le Hemhem est une couronne rituelle formée de trois couronnes Atef qui surmontent des cornes de bélier.

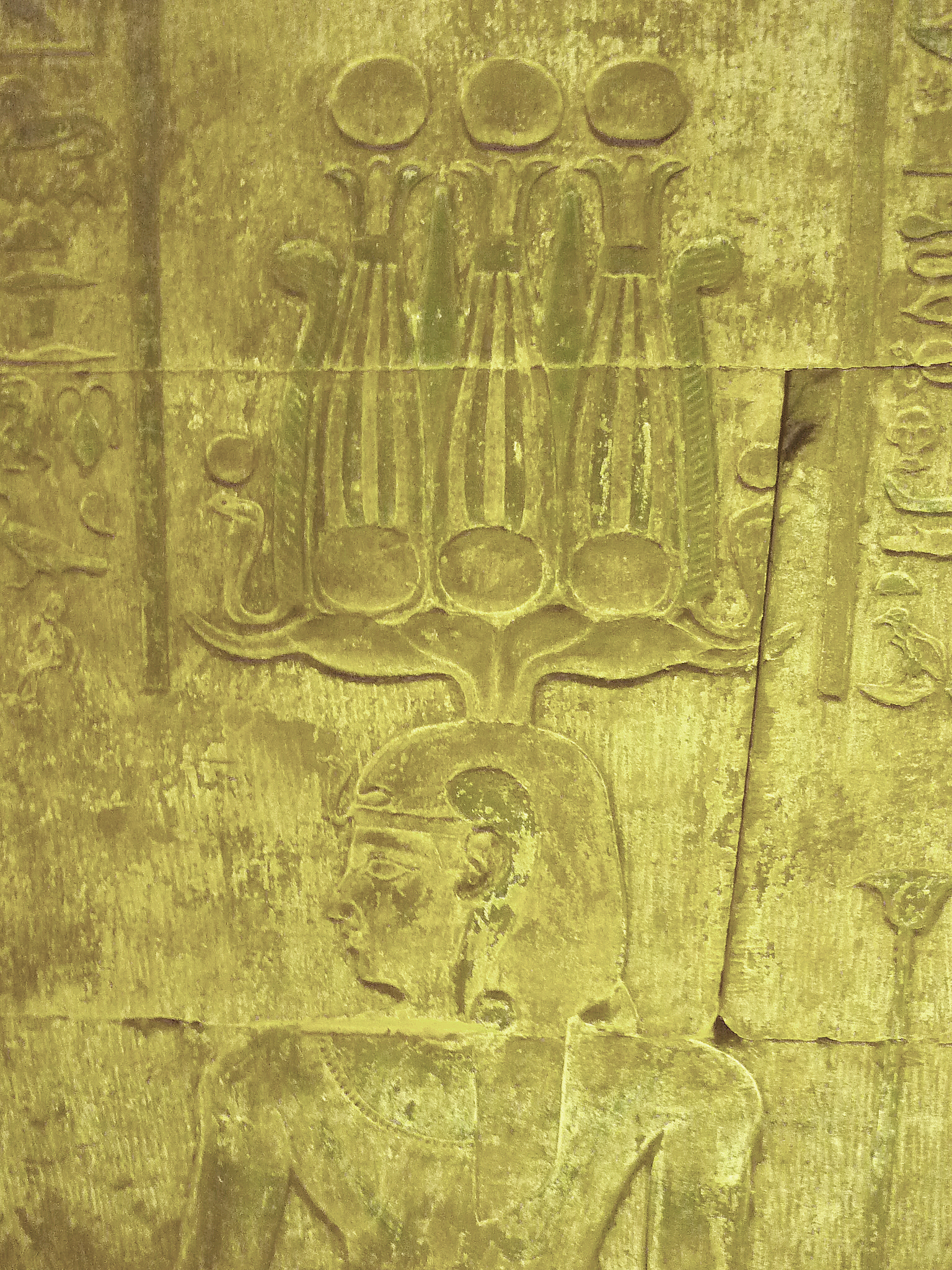
Bas-relief du temple d'Edfou
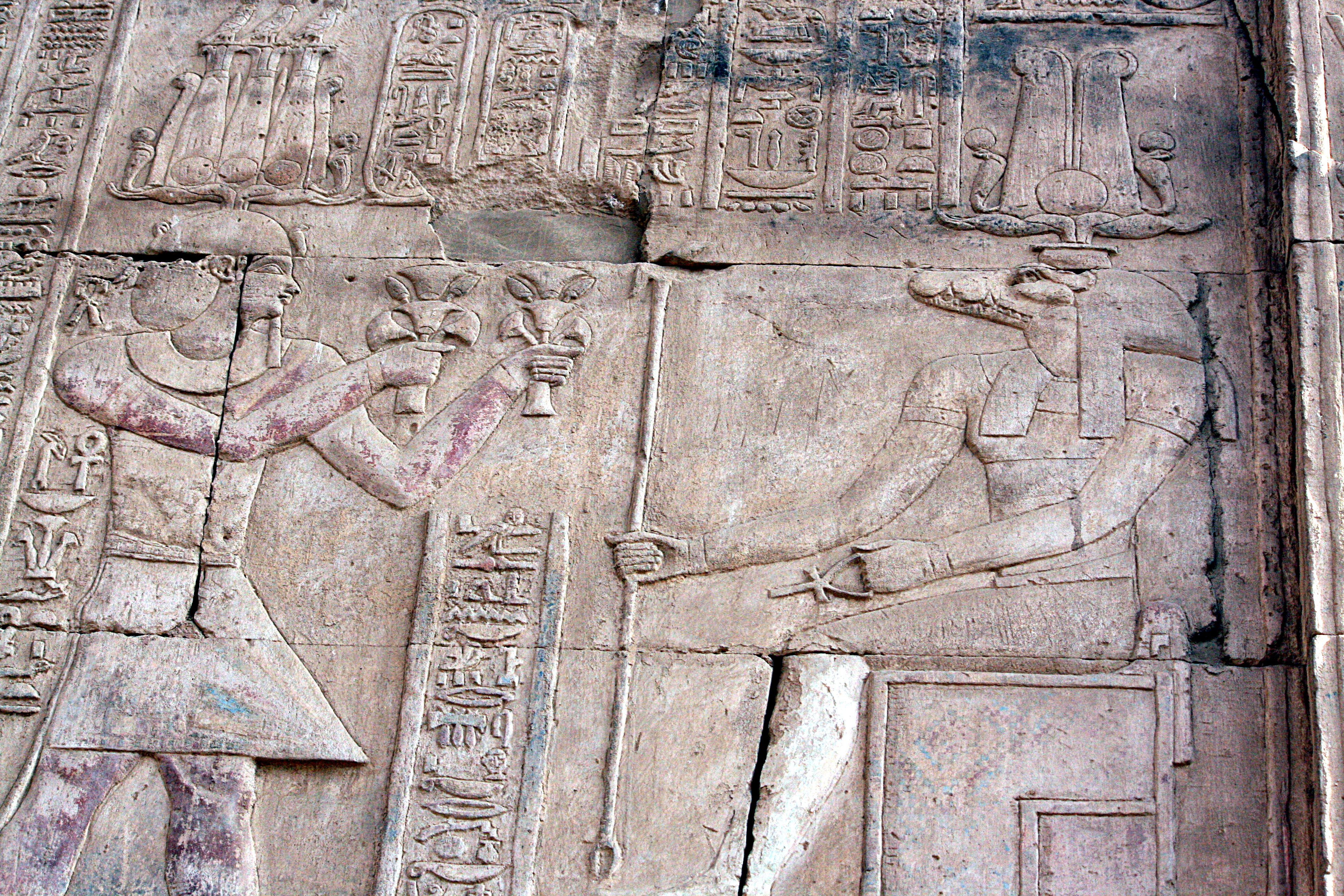
Pharaon faisant des offrandes à Sobek (temple de Kom Ombo)
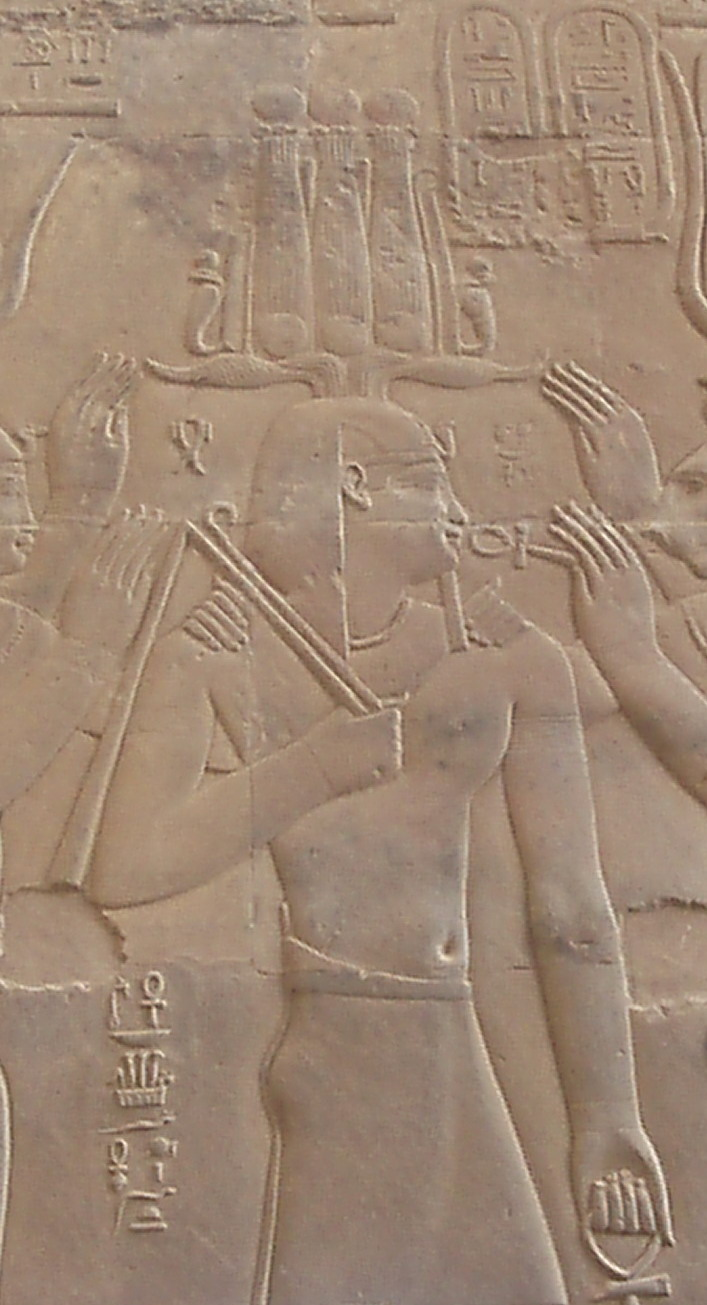
Ptolémée XII portant le Hemhem

### Tjèni
Le Tjèni se compose de deux cornes de bélier opposées à la base, de deux plumes d'autruches qui y sont posées symétriquement, et d'un disque solaire.

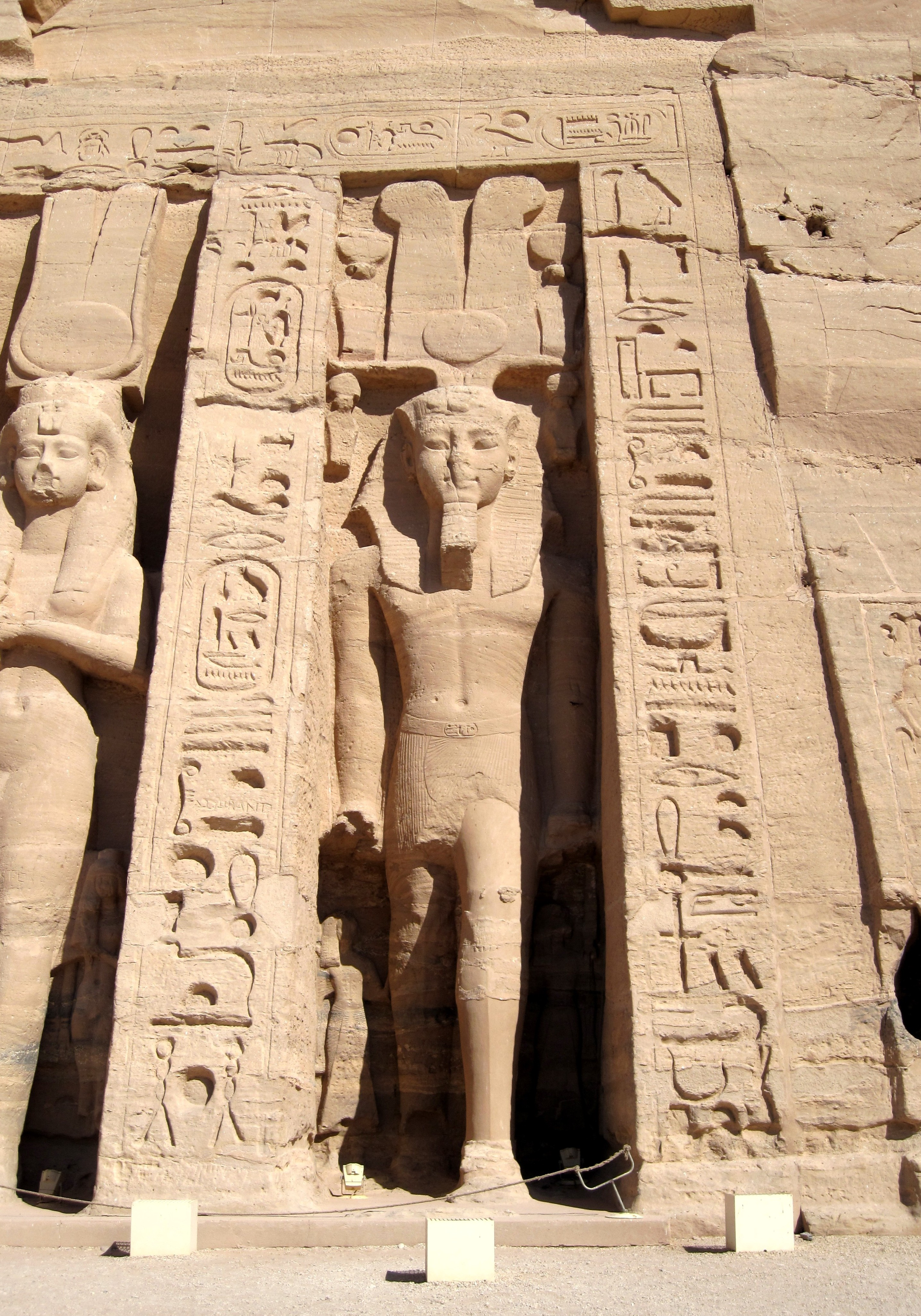
Ramsès II portant le Tjèni (facade du petit temple d'Abou Simbel)
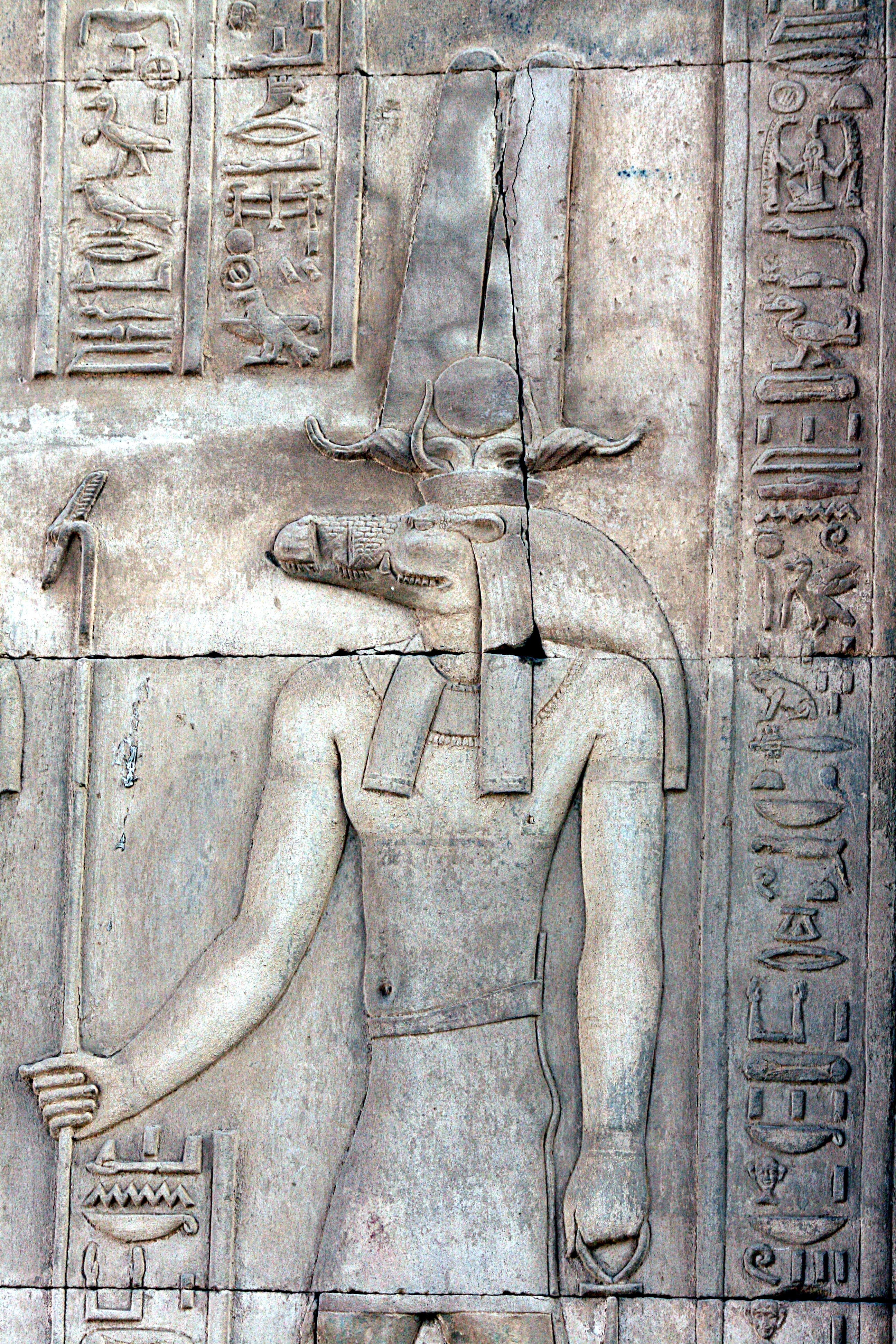
Sobek portant la couronne Tjèni (Kom Ombo)

### Couronne amonienne
Il s'agit de l'attribut spécifique du dieu Amon. C'est une couronne plate, de couleur généralement rouge, surmontée de deux plumes droites au sommet arrondi.

Amon portant sa couronne.

## Coiffes

### Seshed
Ce peut être un simple ruban de tissu posé sur le front et noué à l'arrière du crâne. Ce peut aussi être un cercle d'or ou d'argent, incrusté de pierres précieuses. Il a pour fonction de supporter l'uræus.

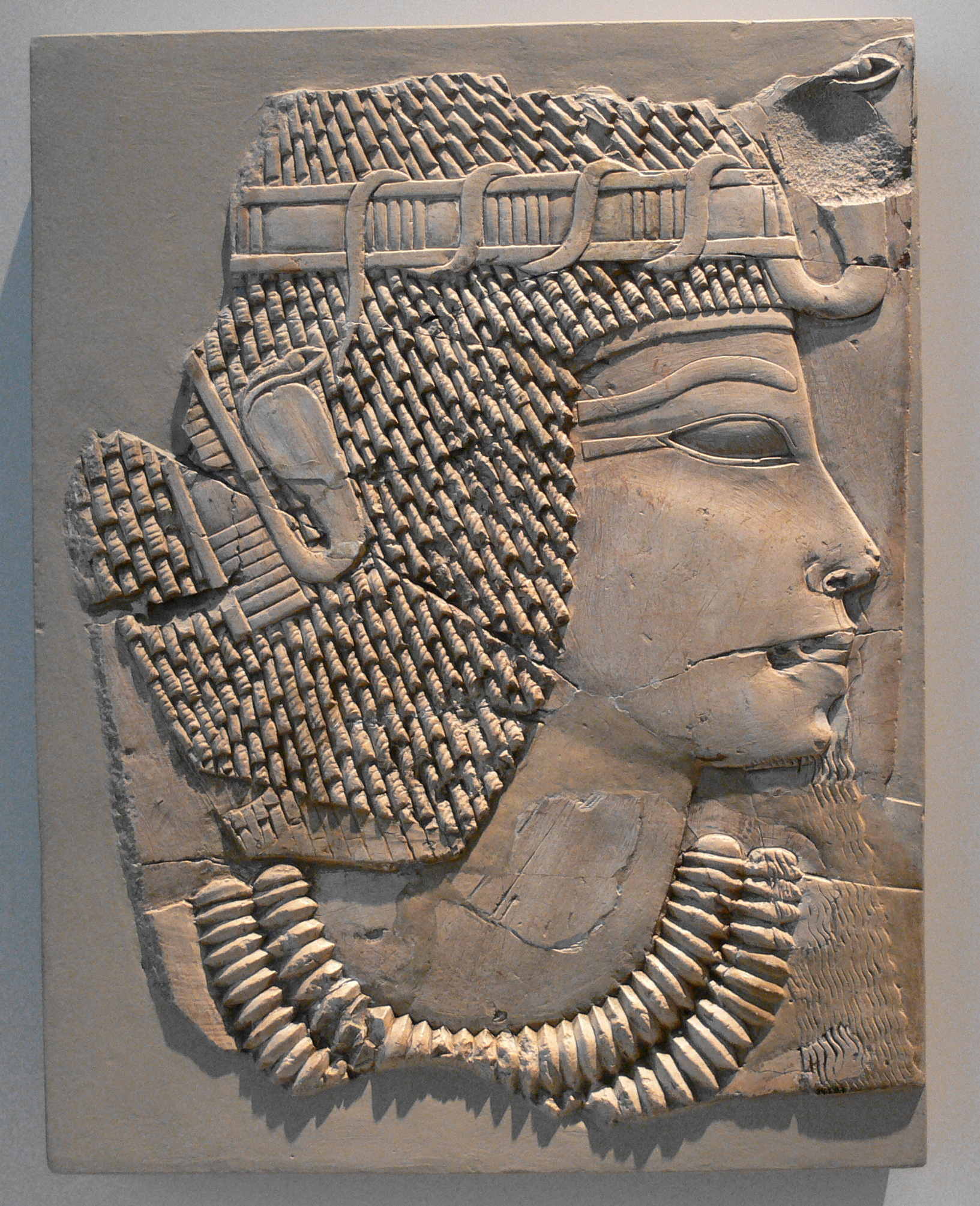
Amenhotep III portant le Seshed
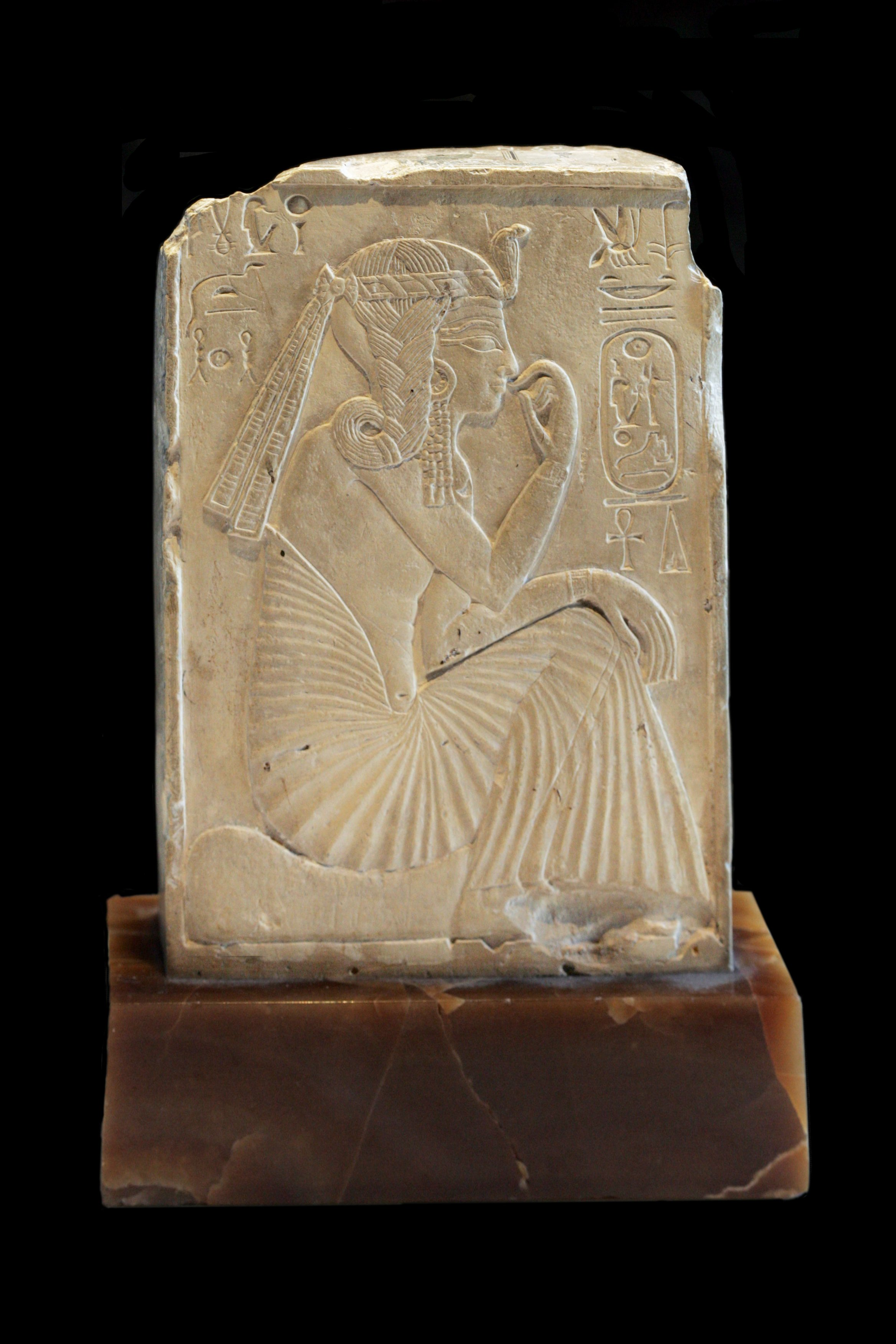
Ramsès II enfant portant le Seshed
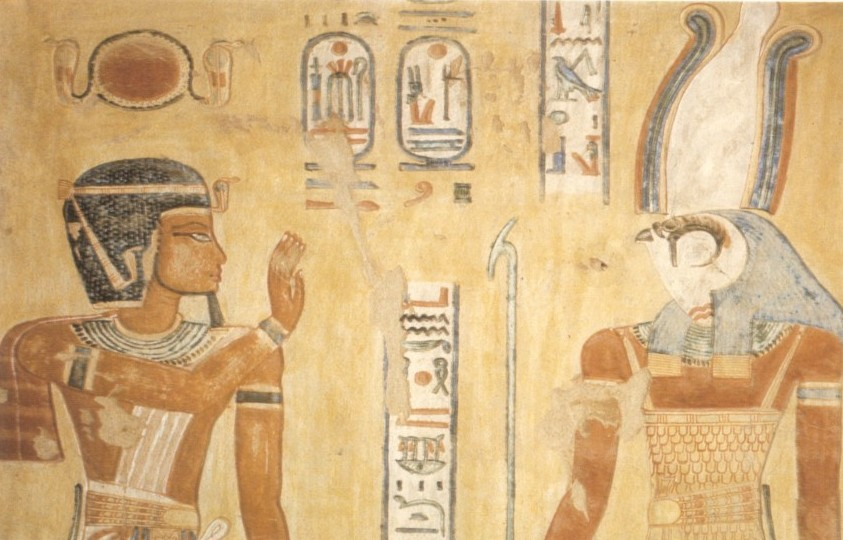
Ramsès III portant le Seshed devant Horus

### Némès
C'est la coiffe la plus emblématique des pharaons. Il s'agit d'un couvre-chef de tissu, assez complexe, composé de plusieurs parties ayant évolué au cours du temps.

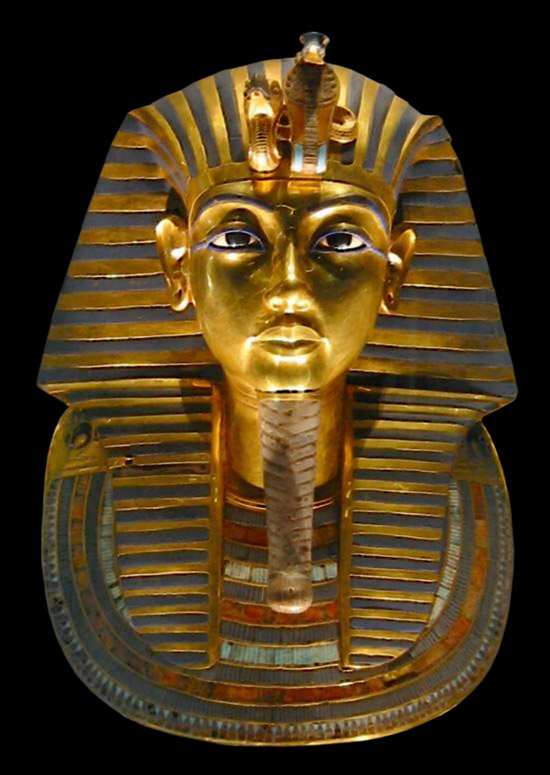
Némès vu de face (masque de Toutânkhamon)
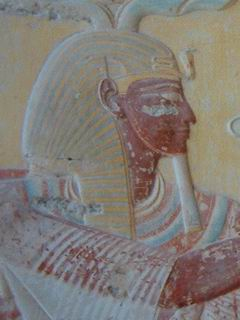
Némès vu de profil (pharaon portant la barbe postiche)
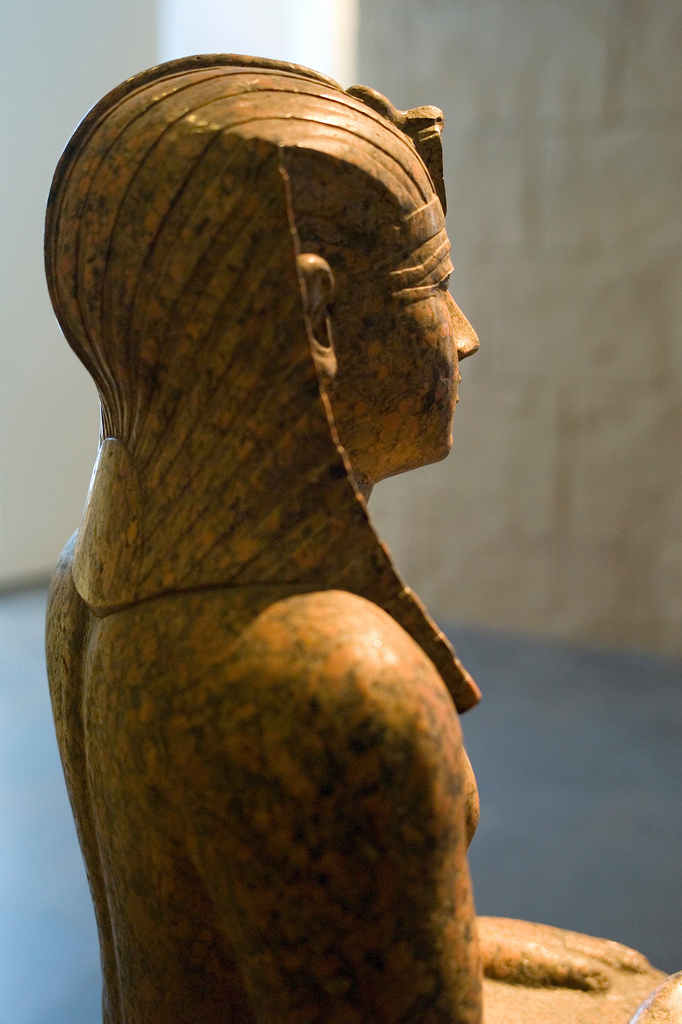
Némès vu de profil (statue d'Hatchepsout)

### Khat
C'est une coiffe aussi portée par la noblesse de l'Égypte antique. Contrairement au Némès, elle n'a ni plis ni bande, et pend ouverte vers l'arrière.

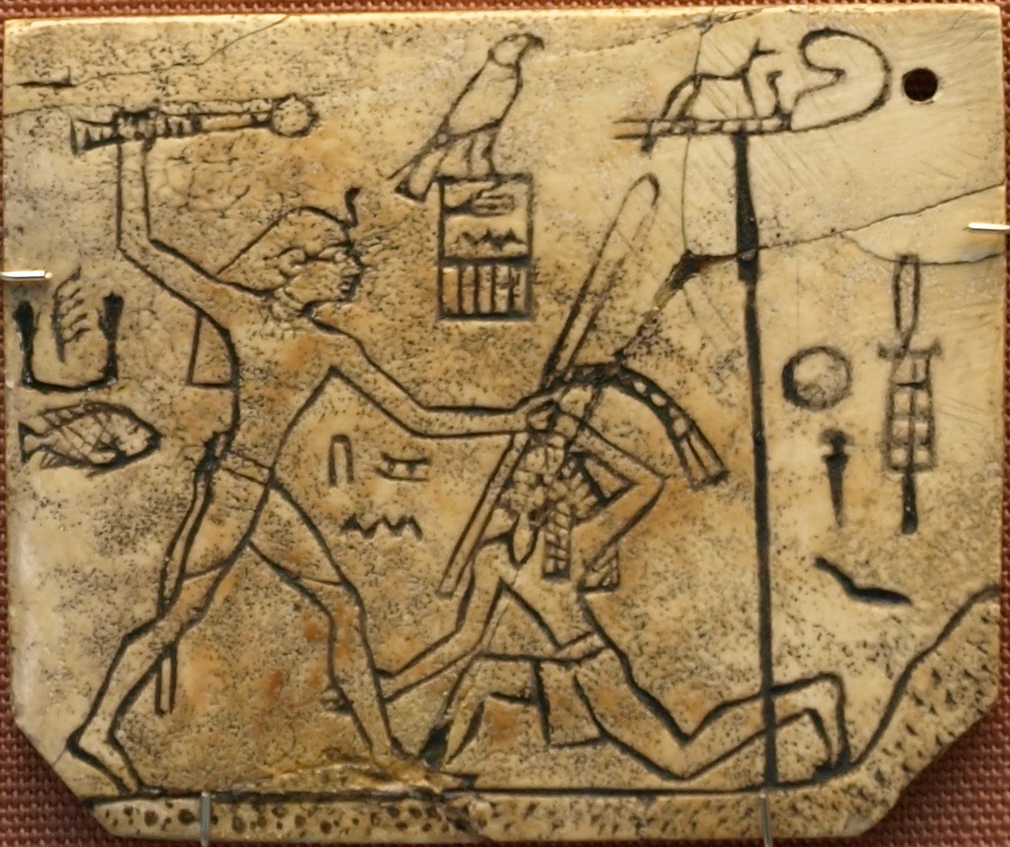
Den portant le Khat (étiquette de jarre en ivoire)
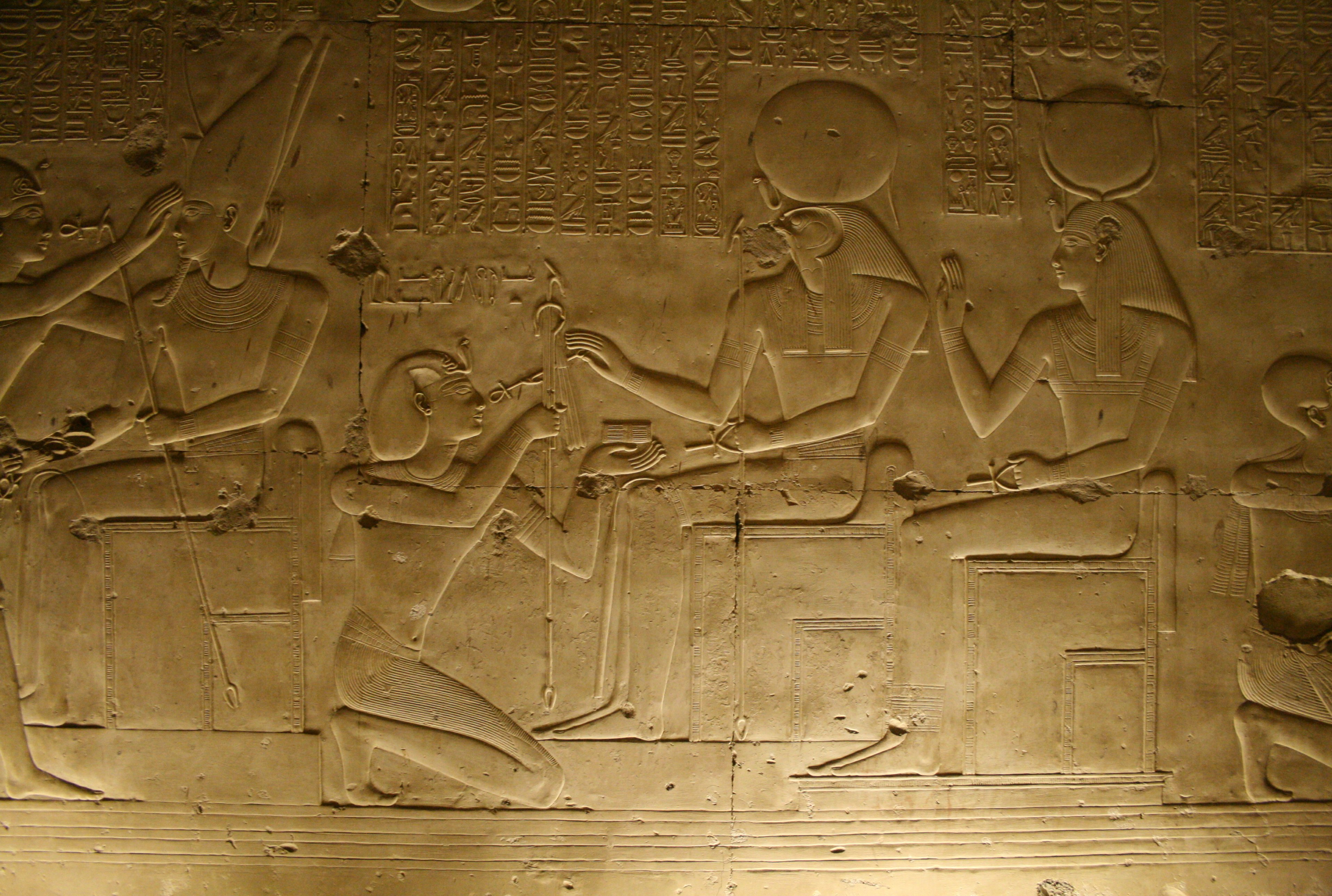
Pharaon agenouillé portant le Khat (temple d'Abydos)